# Parastenocrobylus
Parastenocrobylus is een geslacht van rechtvleugeligen uit de familie veldsprinkhanen (Acrididae). De wetenschappelijke naam van dit geslacht is voor het eerst geldig gepubliceerd in 1921 door Willemse.

## Soorten
Het geslacht Parastenocrobylus omvat de volgende soorten:
- Parastenocrobylus borneensis Willemse, 1921
- Parastenocrobylus macilentus Miller, 1937